# Кэмпбеллы из Кодора

Эмблема клана Кэмпбелл из Кодора

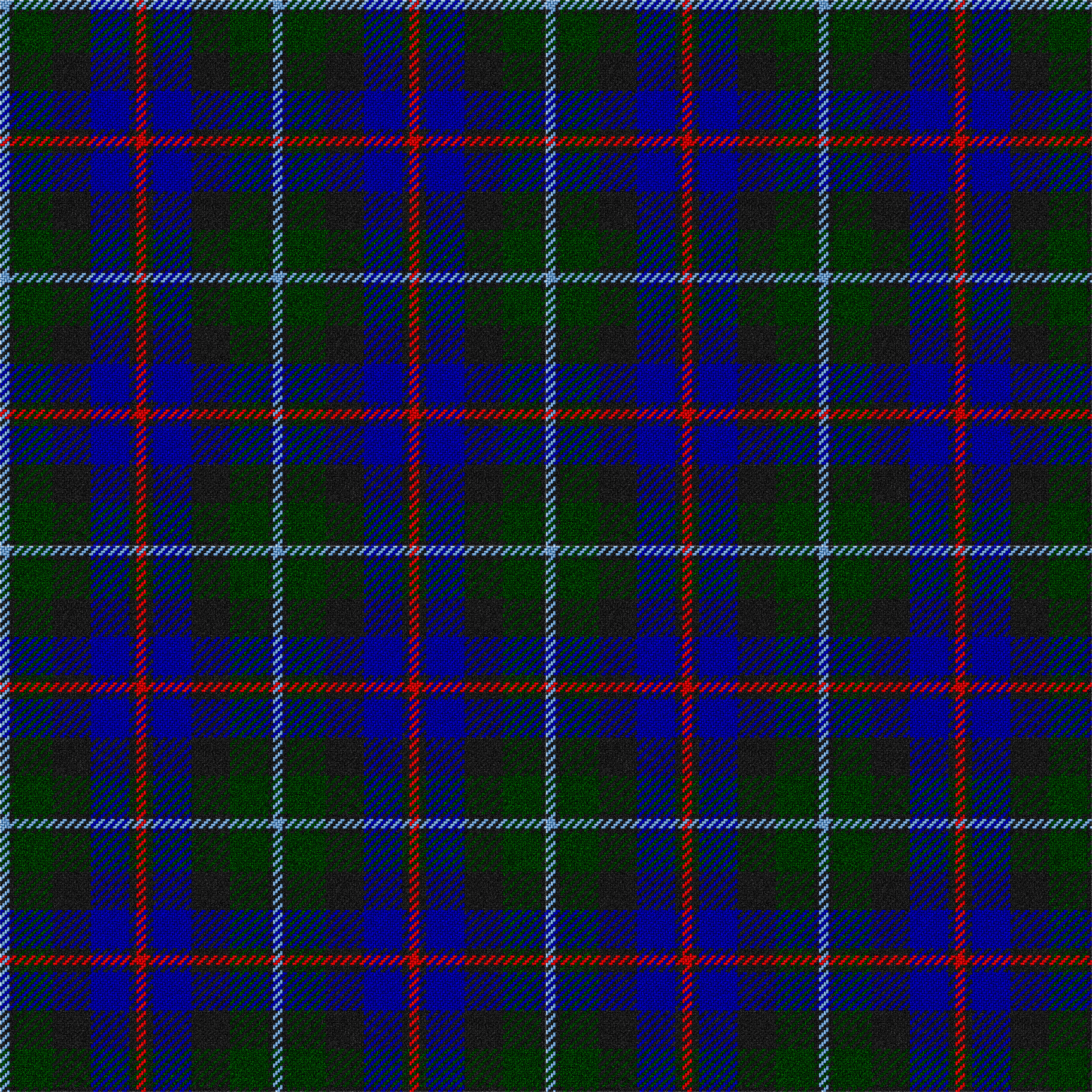
Тартан клана Кэмпбелл из Кодора

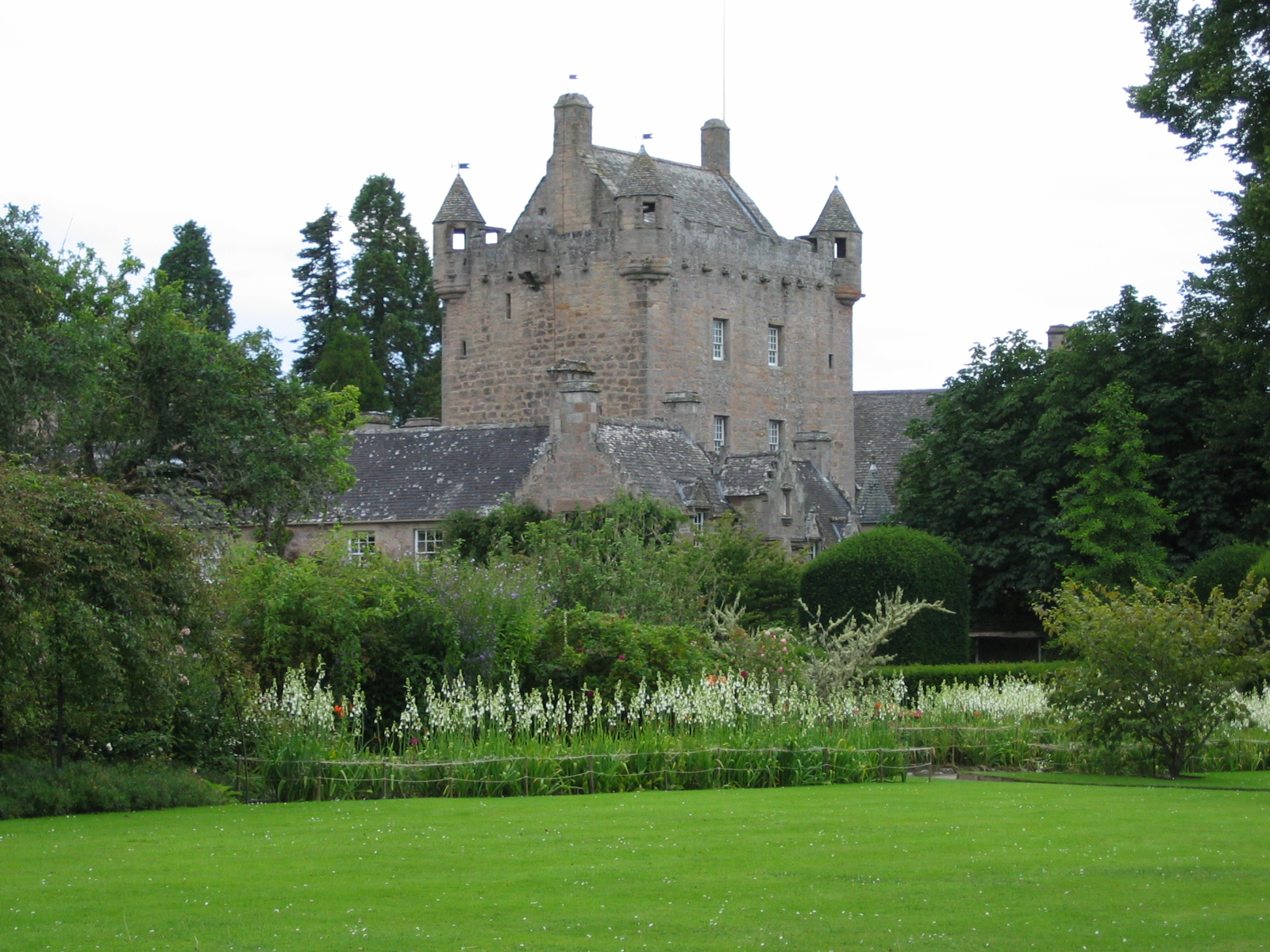
Замок Кодор — историческая резиденция вождей клана Кэмпбелл из Кодора

Клан Кэмпбелл из Кодора (гэльск. Campbell Cawdor) — один из горных кланов Шотландии (Хайленда). Этот клан не имеет вождя, который был бы представителем на совете шотландских вождей кланов. Клан не имеет вождя, который бы был признан герольдами. Такой клан в Шотландии называется «кланом оруженосцев».
- Девиз: Be mindfull (англ.) — «Будь внимателен» (Be mindful)
- Регион: Нэрншир.

## История клана Кэмпбелл из Кодора
В 1510 году Мюриэл Колдер — дочь Джона Колдера, 7-го тана клана Колдер, вышла замуж за Джона Кэмпбелла, третьего сына 2-го графа Аргайла. С 1524 по 1546 год сэр Джон Кэмпбелл из Колдера не жил в замке Кодор — вплоть до своей смерти. После смерти Мюриэли в 1573 году тан клана вышел в отставку в пользу своего внука — Джона Кэмпбелла. В XVII веке сэр Джон Кэмпбелл из Колдера продал землю Крой и Феринтош лорду Ловату. Планировалось продать остров Айлей. Этот остров принадлежал в 1612—1726 годах клану Кэмпбелл из Кодора после того как он был куплен Дениэлом Кэмпбеллом из Шавфилда. Сэр Джон Кэмпбелл — 8-й вождь клана Колдер, женился на Мэри — старшей дочерью Льюиса Прайса. Кэмпбелл из Кодора скончался в 1777 году. Ему унаследовал сын Прайс Кэмпбелл из Кодора (1727—1768). Его сын Джон Кэмпбелл (1753—1821) в 1796 году стал 1-м бароном Кодор из Каслмартина. После его смерти в 1821 году его сменил сын Джон Фредерик Кэмпбелл, 1-й граф Кодор (1790—1860).
Название Кодор (англ. Cawdor) — англоязычный вариант шотландского гэльского названия Колдер (гэльск. Calder). В начале XIX века лорд Джон Кэмпбелл из Колдера проживал в Англии и изменил название замка и название клана.

## Символика клана
На эмблеме клана написан лозунг: «Думай!» Тартан клана похож на тартаны других кланов из рода Кэмпбелл. Этот тартан в 1789 году назывался тартаном Аргайл.

## Септы, фамилии и варианты фамилий, происходящих из клана Кэмпбелл из Кодора
Cadall, Caddel, Caddell, Cadder, Cadell, Cadella, Caldaile, Caldell, Calder, Caldor, Cambal, Cambale, Cambel, Cambele, Cambell, Cambelle, Camble, Cammell, Campbele, Campbell, Campbill, Campble, Cattal, Cattall, Cattell, Cattle, Cauder, Caudle, Caulder, Cawdale, Cawdor, Chambelle, Cowdale, Kambail, Kambaile, Kambayl, Kumpel, O’Docharty, Torie, Torrie, Torry.